# آرسدال
آرسدال (به لاتین: Aarsdale) در دانمارک با جمعیت ۴۴۹ نفر است که در برنهلم واقع شده‌است.